# サイクロン (DCコミックス)
サイクロン（英: Cyclone）は、DCコミックスの出版するアメリカン・コミックスに登場する架空のスーパーヒロイン。ジェフ・ジョーンズとデール・イーグルシャムによって創造され、2007年の"Justice Society of America vol.3 #1"で初登場した。

## 概要
1996年のミニシリーズ『キングダム・カム (コミック)』でマーク・ウェイドとアレックス・ロスによって初代レッドトルネードであるアビゲイル・ヒュンケルの孫として登場した。その後、"Justice Society of America vol.3 #1"（2007年2月）でジェフ・ジョーンズとデール・イーグルシャムによって創造され、「マクシーン・ヒュンケル」として再び登場した。
マクシーンはジャスティス・ソサエティ・オブ・アメリカ本部の管理人を務める祖母のアビゲイル・ヒュンケルのもとでジャスティス・ソサエティのメンバーに囲まれて育ち、彼女もまた「サイクロン」という風を操るスーパーヒーローになった。

## 映画
ブラックアダム(2022年)
演 - クインテッサ・スウィンデル / 日本語吹替 - 内田真礼